# راینی یانگ
رینی یانگ چنگ لین (Chinese ; متولد ۴ ژوئن ۱۹۸۴) خواننده، بازیگر و مجری تلویزیونی تایوانی است.
یانگ در تایپه، تایوان به دنیا آمد و بزرگ شد، اجداد پدرش اهل گوانگدونگ چین بودند. او در خانه کانتونی صحبت می‌کرد. در سن ۱۳ سالگی، او مجبور شد کار را شروع کند، زیرا تجارت پدرش شکست خورده بود که منجر به طلاق والدینش شد. او در مدرسه هنر Hwa Kang که در هنرهای نمایشی تخصص داشت، شرکت کرد.

## زندگی شخصی
یانگ زمانی که آنها در دبیرستان بودند با همکلاسی خود Alien Huang وارد رابطه شد. رابطه آنها زمانی به پایان رسید که یانگ اولین کار خود را در صنعت سرگرمی انجام داد و دبیرستان را رها کرد.
در دسامبر ۲۰۱۴، او با خواننده و ترانه‌سرای چینی ، لی رونگهائو، آشنا شد که آهنگ "The Dark Plum sauce" ("乌梅子酱") را برای یانگ در سال ۲۰۰۷ نوشت. در ۱۱ ژوئیه ۲۰۱۹، لی اعلام کرد که یانگ پیشنهاد ازدواج او را در تولد ۳۴ سالگی خود پذیرفته‌است. در ۱۷ سپتامبر ۲۰۱۹، یانگ و لی تأیید کردند که مجوز ازدواج خود را در چین گرفته‌اند.

## آهنگ‌شناسی

### آلبوم‌های تألیفی
| # | عنوان                 | منتشر شد       | برچسب |
| - | --------------------- | -------------- | ----- |
| ۱ | دنیای غریب            | ۲۳ آوریل ۲۰۱۰  | سونی  |
| ۲ | Rainie Yang Essential | ۱۲ دسامبر ۲۰۱۷ | سونی  |

### آلبوم‌های زنده
| # | عنوان                                    | منتشر شد       | برچسب |
| - | ---------------------------------------- | -------------- | ----- |
| ۱ | 10 Years of Rainie, Whimsical World Live | ۱۲ ژانویه ۲۰۱۱ | سونی  |
| ۲ | کنسرت سفر عاشقانه                        | ۱ فوریه ۲۰۱۳   | سونی  |

### تک آهنگ
| # | عنوان                                        | منتشر شد        | برچسب                    |
| - | -------------------------------------------- | --------------- | ------------------------ |
| ۱ | "شهود من" (نسخه ژاپنی)                       | ۲۷ ژانویه ۲۰۱۰  | سونی                     |
| ۲ | «جوانی در درون نهفته‌است» (青春住了誰</link>) | ۱۵ سپتامبر ۲۰۱۷ | Sun Entertainment تایوان |
| ۳ | "۱۰۰۱ آرزو" (一千零一個願望 (單人版)</link>) | ۱۶ نوامبر ۲۰۱۷  | Sun Entertainment تایوان |
| ۴ | "درس‌های عاشقانه" (忘課</link>)               | ۴ ژوئن ۲۰۱۸     | Sun Entertainment تایوان |

## فیلم‌شناسی

### فیلم
| سال      | عنوان انگلیسی               | عنوان اصلی             | نقش                | یادداشت‌ها                          |
| -------- | --------------------------- | ---------------------- | ------------------ | ---------------------------------- |
| سال ۲۰۰۱ | خوشگل باش                   | اولین عشق              | کارلی پنگ          |                                    |
| سال ۲۰۰۶ | از پشت سر                   | —                      | هذر                | زبان ماندرین                       |
| سال ۲۰۰۷ | للیز عنکبوت                 | 刺青                   | شیاو لو / جاید     |                                    |
| سال ۲۰۱۰ | چشم کودک                    | 童眼                   | رینی               |                                    |
| سال ۲۰۱۲ | عشق قلب                     | دوباره یه بار دیگه     | یانگ شیاؤ          | فیلم کوتاه                         |
| سال ۲۰۱۲ | آرزوی شادی                  | 想幸福的人             | چِن یو لَن (شایو لَن) | فیلم کوتاه                         |
| سال ۲۰۱۴ | شب‌های بی پایان در اورورا    | 極光之愛               | آلیشا              |                                    |
| سال ۲۰۱۷ | Tag-Along 2                 | 紅衣小女孩۲            | لی شوفن            |                                    |
| سال ۲۰۱۸ | تگ: ماهی شیطان              | ⁇ ⁇ ♀️ ⁇ ♂️ ⁇          | لی شوفن            | کامئو (در مرحله دوم بعد از اعتبار) |
| سال ۲۰۱۹ | سه تا یک کل را تشکیل می‌دهند | دستم رو به دستم بده    | لیو لیلی           | فیلم تلویزیونی                     |
| سال ۲۰۲۱ | دلم برات تنگ شده بود        | من در اون عشق حرف نزدم | دختر سابق نانی     | کمو صدا                            |
| TBA      | لنگ یو                      | 靈語                   |                    |                                    |

### نمایش گوناگون
| سال       | عنوان انگلیسی                       | عنوان اصلی              | یادداشت                              |
| --------- | ----------------------------------- | ----------------------- | ------------------------------------ |
| ۲۰۰۲–۲۰۰۷ | حدس بزن                             | 我猜我猜我猜猜猜        | میزبان                               |
| ۲۰۰۲–۲۰۰۴ | اخبار سرگرمی                        | 娛樂心新聞              | میزبان                               |
| ۲۰۰۳      | مسابقه تلویزیونی - برنامه تلویزیونی | 遊戲王朝                | میزبان                               |
| ۲۰۰۹      | یک میلیون ستاره ۴                   | 超級星光大道-第四季     | میزبان مهمان؛ قسمت‌های ۲۳ و ۳۰ ژانویه |
| ۲۰۱۶      | ماسک خواننده                        | 蒙面唱將猜猜猜          | ظاهر                                 |
| ۲۰۱۸      | تکان دادن آن                        | 新舞林大會              | نمایش واقعی                          |
| ۲۰۱۸      | صدای جنگل                           | 聲林之王                | مربی مهمان                           |
| ۲۰۱۹      | سیگنال قلب ۲                        | 心動的信號-第二季       | ظاهر                                 |
| ۲۰۲۰      | DD52 Dancing Diamond 52             | 菱格世代                | مرشد                                 |
| ۲۰۲۱      | خواهرانی که امواج می‌سازند ۲         | 乘風破浪的姐姐 (第二季) | شرکت کننده                           |

### موزیک ویدیو
| سال      | هنرمند  | عنوان آهنگ                   |
| -------- | ------- | ---------------------------- |
| ۲۰۰۴     | -ببینید | "سماه کلوون"                 |
| سال ۲۰۱۲ | -ببینید | "تو زیباترین دختر دنیا هستی" |
| سال ۲۰۱۷ | ویژن    | "بدون تغییر"                 |